# دونالد جي. فرازير
دونالد جي. فرازير هو سياسي كندي، ولد في 12 أكتوبر 1908 في سانت جون في كندا، وتوفي في 2 أكتوبر 1982 في يارموث ‏ في كندا. نشط حزبياً في الحزب الليبرالي في نوفا سكوشا ‏.